# Lincoln Campbell
Lincoln Campbell je fiktivní postava, která se poprvé objevila v televizním seriálu Agenti S.H.I.E.L.D., a ho hrál Luke Mitchell. Lincoln Campbell je Inhuman se schopností ovládat elektřinu a elektrický náboj. Objevoval se v druhé a třetí sérii.

## Biografie
Lincoln Campbell je lékař a Inhuman, který dokáže ovládat elektřinu. Při studiu školy, zároveň pomáhá jako lékař / odborník na inhumaskou DNA v Ráji (anglicky Afterlife). Zde se seznámil i s Daisy Johnsonovou, kde jí pomohl se přizpůsobit jejímu novému životu po tom, co prošla terrigenezí a stal se z ní Inhuman. 
Když velitel Ráje, Jiaying, zahájí protiútok na S.H.I.E.L.D., Lincoln věří že S.H.I.E.L.D. je nepřítel Inhumans, a tak se spojí s Jiaying proti S.H.I.E.L.D.u a věří že je na správné straně. Když si uvědomí jaké má Jiaying záměry a odhalí pravdu, přidá se k S.H.I.E.L.D.u. Následně pomůže S.H.I.E.L.D.u vyhrát nad Jiaying. Po smrti Jiaying se Lincoln pokouší žít normální život, ordinuje jako lékař a je přesvědčen o tom, že jeho inhumanské schopnosti jsou prokletí. Poté co se ocitne v nebezpečí, jelikož se stal uprchlíkem a je hledaný organizací ATCU, přidá se k S.H.I.E.L.D.u.
V S.H.I.E.L.D.u se pokouší vytvořit si vztah s Daisy Johnsonovou. Ta mu následně řekne o tajném projektu, kde se pokoučí vytvořit skupinu složenou výhradně z Inhumanů. Campbell nabídku přijme a stává se z něj člen Secret Warriors. 
Když se na Zem přijde starodávný Inhuman Hive, bojuje s ním celý S.H.I.E.L.D., ale nedaří se jim vyhrát. Jedinou možností zůstává odletět s ním do vesmíru a obětovat se tak. Daisy Johnsonová byla rozhodnutá, že to bude ona, kdo se má obětovat, ale Lincoln ji předběhnul a rozhodl se, že se obětuje on, aby ji ochránil. Následně odletěl s Hiveem do vesmíru, kde zemřel.
Na konci sedmé série se Daisy zmíní, že Lincoln má sestru jménem Amanda, které Daisy posílá část své výplaty na pomoc.